# Shōnen Sunday
Weekly Shōnen Sunday (jap. 週刊少年サンデー, Shūkan Shōnen Sandē) ist ein japanisches Manga-Magazin, das sich an Jungen im Alter von 10 bis 14 Jahren richtet (Shōnen).
Das Magazin erscheint wöchentlich – entgegen seinem Titel – jeden Mittwoch beim Shōgakukan-Verlag zu einem Preis von 270 Yen. Den Hauptteil des Magazins machen verschiedene Kapitel von Manga-Serien und Manga-Kurzgeschichten aus. Dort steht meist eine Hauptfigur im Vordergrund, mit der sich die Leser des Magazins identifizieren können. Es erscheinen sowohl Sport- und Fantasy-Manga als auch Romantikgeschichten. International berühmte Mangaka wie Rumiko Takahashi, Mitsuru Adachi oder Gosho Aoyama veröffentlichen den Großteil ihrer Werke im Shōnen Sunday.
Shōnen Sunday wurde am 15. März 1959 gegründet. In den folgenden Jahren avancierte es zu einem der beliebtesten wöchentlich erscheinenden Manga-Magazine. 2005 hatte es eine Auflage von ungefähr 1.070.000 Stück pro Ausgabe und bleibt damit hinter den beiden anderen beliebten wöchentlich erscheinenden Shōnen-Magazine Shōnen Jump und Shōnen Magazine zurück.
Das Magazin ist das Vorbild für den Shōnen-Teil des inzwischen eingestellten deutschen Magazins Manga Twister gewesen.

## Veröffentlichte Manga-Serien

### Fortlaufend
- Aozakura: Bouei Daigakukou Monogatari von Hikaru Nikaidou
- Call of the Night von Kotoyama
- Detektiv Conan von Gosho Aoyama
- Frieren – Nach dem Ende der Reise von Kanehito Yamada & Tsukasa Abe
- Kimi to Warui Koto ga Shitai von Yutaka
- Kimi wa 008 von Syun Matsuena
- Komi can’t communicate von Tomohito Oda
- Last Karte: Hōjūi Gakusha Tōma Kenshō no Kioku von Wakabi Asayama
- Maiko-san chi no Makanai-san von Aiko Koyama
- Major 2nd von Takuya Mitsuda
- Mao von Rumiko Takahashi
- Maōjō de Oyasumi von Kagiji Kumanomata
- Mikadono Sanshimai wa Angai, Choroi von Aya Hirakawa
- Ogami Tsumiki to Ki Nichijō. von Miyu Morishita
- Red Blue von Atsushi Namikiri
- Ryū to Ichigo von Yanamoto Mitsuharu
- Shibuya Near Family von Kōji Kumeta
- Shiroyama to Mita-san von Yuhei Kusakabe
- Shusseki Bangō 0-ban von Tomi Ota
- Super String: Isekai Kenbunroku von Youn In-wan & Boichi
- Tatari von Watari
- Te no Geka von Shihi Shi & Takahiro Arai
- Tokachi Hitoribocchi Nōen von Yuuji Yokoyama
- Tonikaku Kawaii von Kenjirō Hata

### Pausiert / unregelmäßige Veröffentlichung
- Ad Astra Per Aspera von Kenjirō Hata
- Kaito Kid von Gosho Aoyama

### Abgeschlossen / nicht mehr im Magazin
- Accidents von Takatoshi Yamada
- Alice in Borderland von Haro Asō
- Ao no 6-go von Satoru Ozawa
- Arata Kangatari von Yuu Watase
- Arms von Ryoji Minagawa
- B.B. von Osamu Ishiwata
- Cross Game von Mitsuru Adachi
- Dan Doh!!
- Detektiv Conan: Wild Police Story von Gosho Aoyama & Takahiro Arai
- Detektiv Conan: Zero's Tea Time von Gosho Aoyama & Takahiro Arai
- Devil Devil von Yuki Miyoshi
- Dororo von Osamu Tezuka
- Fantasista von Michiteru Kusaba
- Gash! von Makoto Raiku
- Ghost Sweeper Mikami von Takashi Shiina
- Go, Kenta! von Mida Takuya
- H2 von Mitsuru Adachi
- Hayate no Gotoku! von Kenjirō Hata
- Inu Yasha von Rumiko Takahashi
- Itadakimasu! von Takatoshi Yamada
- Jaja Uma, Grooming up! von Masami Yuuki
- Katsu! von Mitsuru Adachi
- Kekkaishi von Yellow Tanabe
- Kidō Keisatsu Patlabor von Masami Yuuki
- Kurozakuro von Yoshinori Natsume
- The Law of Ueki von Tsubasa Fukuchi
- Magi: The Labyrinth of Magic von Shinobu Ohtaka
- Major von Takuya Mitsuda
- Makoto-chan von Kazuo Umezu
- Mär von Nobuyuki Anazai
- Me-gumi no Daigo von Masahito Soda
- Monkey Turn von Katsutoshi Kawai
- Mr. Zipangu von Takashi Shiina
- Niji-iro Tohgarashi von Mitsuru Adachi
- Nine von Mitsuru Adachi
- Obio Gyutto ne!
- Osomatsu-kun von Fujio Akatsuka
- Ranma ½ von Rumiko Takahashi
- Rough von Mitsuru Adachi
- Spriggan von Ryoji Minagawa
- The Tale of Outcasts von Makoto Hoshino
- Togari von Yoshinori Natsume
- Touch von Mitsuru Adachi
- To-Y von Atsushi Kamijyo
- Urusei Yatsura von Rumiko Takahashi
- Ushio to Tora von Kazuhiro Fujita
- Yaiba von Gosho Aoyama
- Yakitate!! Japan von Takashi Hashiguchi
- Zettai Karen Children von Takashi Shiina